# Chhet Sovan Panha
Chhet Sovan Panha (Nom Pen, 9 de enero de 1986) es una cantante camboyana, una de las competidoras en los rankings camboyanos más exitosas del momento en la industria musical.

## Discografía

### Álbumes
- 2005: Passion
- 2006: Dance Revolution
- 2006: Kong Xi Fa Cai
- 2006: Family
- 2006: Romance Of The Wind
- 2006: Water Festival 2006
- 2006: Love Tree
- 2006: Merry Christmas
- 2007: Guitarist In Tears
- 2007: Comedy Dance
- 2007: Cartoon Moodiness
- 2007: Kiss Me
- 2007: Millions Of Hope
- 2007: Problematic
- 2007: Who Am I?
- 2007: Pretty Women
- 2007: Water Festival 2007
- 2008: Kontreum Dance
- 2008: Frozen
- 2008: 2008 New Year
- 2008: Beautiful Girl
- 2008: Sweet Memories
- 2008: Duet
- 2008: Scan Virus
- 2008: Water Festival 2008
- 2008: Exciting World III

### DVD
- 2006: Best Of The Best 2006
- 2006: Xtreme Zone
- 2007: Best Of The Best 2007